# Werner – Volles Rooäää!!!
Werner – Volles Rooäää!!! ist ein 1999 in Deutschland produzierter Zeichentrickfilm. Es ist der dritte Kinofilm der Werner-Reihe. Premiere in Deutschland war am 16. September 1999.

## Handlung
Der Knölleruper Bauherr Günter Günzelsen will ein paar alte Wohnhäuser im Hafenviertel abreißen lassen, in denen neben anderen einkommensschwachen Bürgern auch Werner mit seinen Motorradrocker-Kumpels wohnt. Günzelsen plant dort die Errichtung eines profitablen Shopping-Centers. Werner und seine Freunde tun alles, um Günzelsens Pläne zu vereiteln. Der schickt ihnen die beiden schon bekannten Polizisten Bruno und Helmut und, als das nicht hilft, sogar Nazi-Schlägertrupps auf den Hals, um sie zu verjagen. Doch Werner und seine Freunde sind hartnäckig und wehren alle „Angriffe“ ab. Als Adolf Hitler verkleidet, der ein neues Reich auf Fäkalien aufbauen will, bringt Werner die Nazis dazu, Günzelsens gesamte Sanitäranlage zu verstopfen („Scheißen fürs Vaterland!“).
Der Sanitärmeister Walter Röhrich, Werners Meister, bringt schließlich seine neueste Erfindung, die auf einem großen Kolbensystem und Überdruck basiert, ins Spiel. Es ist, wie er sagt, sein Beitrag zu „Hygiene-Beseitigung und Umweltentsorgung“. Die Pumpe bringt den gigantischen Fäkalstau im Sanitärbereich zur Explosion. Er musste unter falschem Namen (Siemek – Ruck Zuck Rohrreinigung) auf die Baustelle eingeschleust werden, da er mit Günzelsen im Streit liegt. Er war mit seinem Hanomag Kurier gegen eine Litfaßsäule gefahren, die dann auf Günzelsens Mercedes-Benz SL gekracht ist. Um die Sache in Ordnung zu bringen, musste er bei Günzelsen kostenlos das Garagendach reparieren, wo es zu einer weiteren Katastrophe gekommen ist. Schließlich erkennt Günzelsen auf der Baustelle den verkleideten Sanitärmeister, als dieser gerade im Begriff ist, den Gastank anzubohren, und damit eine weitere Explosion auslöst. Der neue Stadtbaurat der Grünen, der sich – im Gegensatz zu seinem Vorgänger – von Günzelsen nicht bestechen lässt, sperrt daraufhin die Baustelle. Werner und seine Freunde sowie die anderen Bewohner des Viertels haben gesiegt und können bleiben.

## Kritiken
Die Kritiken waren einmütig negativ:

„Belangloser Zeichentrickfilm nach einem erfolgreichen Szene-Comic, der sich allenfalls durch seine Grobschlächtigkeit und den kompletten Mangel an Humor auszeichnet.“

„‚Fäkalstau in Knöllerup‘ lautet der Kino-Untertitel des dritten Werner-Films. Besser passt das Motto ‚Humorstau in Brösels Hirn‘: Die infantilen Pups- und Saufgags sind so grobschlächtig, dass die gar nicht mal üble Animation kaum auffällt.“

„Leider blieb vom Witz der frühen Jahre nur der ehrenamtliche Pennälerhumor eines saturierten Endvierzigers.“

## Auszeichnungen
- Bogey Awards 1999 – Bogey Award in Silver